# Liz White
Elizabeth White (Roterdão, 5 de novembro de 1979) é uma atriz inglesa, conhecida por seus papéis como Annie Cartwright na série Life on Mars da BBC e Emma Keane na série dramática Ackley Bridge do Channel 4.

## Filmografia
| Ano       | Título                                         | Papel                             | Nota(s)                                                             |
| --------- | ---------------------------------------------- | --------------------------------- | ------------------------------------------------------------------- |
| 2002      | Auf Wiedersehen, Pet                           | Lorraine                          | Série de TV (2 episódios)                                           |
| 2002      | Always and Everyone                            | Mandy                             | Série de TV (1 episódio: "episódio #4.1")                           |
| 2002–2003 | Ultimate Force                                 | Beth Dow                          | Série de TV (3 episódios)                                           |
| 2003      | Teachers                                       | Eileen                            | Série de TV (4 episódios)                                           |
| 2004      | Ten Minute Movie                               | garota no bar                     | curta                                                               |
| 2004      | Vera Drake                                     | Pamela Barnes                     |                                                                     |
| 2004      | Blue Murder                                    | Vicki Swift                       | Série de TV (1 episódio: "Lonely")                                  |
| 2004      | Nathan Barley                                  | Cashier                           | episódio piloto                                                     |
| 2004      | A Thing Called Love                            | Paula Roberts                     | Série de TV (6 episódio)                                            |
| 2005      | Angell's Hell                                  | Sarah                             | telefilme                                                           |
| 2006      | The Street                                     | Eileen Harper                     | Série de TV (1 episódio: "The Accident")                            |
| 2006      | Vincent                                        | Laura Morris                      | Série de TV (1 episódio: "episódio #2.2")                           |
| 2006–2007 | Life on Mars                                   | Annie Cartwright                  | Série de TV (16 episódios)                                          |
| 2008      | The Fixer                                      | Jess Mercer                       | Série de TV (6 episódios)                                           |
| 2008      | Fairy Tales                                    | Shannon                           | Série de TV (1 episódio: "The Empress's New Clothes")               |
| 2008      | Franklyn                                       | Laura                             |                                                                     |
| 2008      | New Town Killers                               | Alice Kelly                       |                                                                     |
| 2008      | Agatha Christie's Marple: A Pocket Full of Rye | Jennifer Fortescue                | telefilme                                                           |
| 2009      | A Short Stay in Switzerland                    | Sophie                            | telefilme                                                           |
| 2010      | Garrow's Law                                   | Isabella Jasker                   | Série de TV (1 episódio: "episódio #2.2")                           |
| 2010      | Blind Eye                                      | Gillian                           | curta                                                               |
| 2010      | Desire                                         | Kristen                           | curta                                                               |
| 2011      | The Crimson Petal and the White                | Caroline                          | Minissérie (4 episódios)                                            |
| 2011      | Wild Bill                                      | Roxy                              |                                                                     |
| 2011      | The Send Off                                   |                                   | curta                                                               |
| 2012      | The Woman in Black                             | Jennet Humfrye/The Woman in Black |                                                                     |
| 2012      | Doctor Who                                     | Alice                             | "The Snowmen" – 7.ª temporada                                       |
| 2013      | The Paradise                                   | Lucille Ballentine                | episódio #2.6                                                       |
| 2013      | Uwantme2killhim?                               | Janet (agente do MI5)             |                                                                     |
| 2014      | From There to Here                             | Joanne                            |                                                                     |
| 2014      | Line of Duty                                   | Jo                                | Série de TV (2º temporada)                                          |
| 2014      | Our Zoo                                        | Lizzie Mottershead                | Série de TV                                                         |
| 2014      | New Tricks                                     | Julia Kane                        | episódio: "Romans Ruined"                                           |
| 2014      | Pride                                          | Margaret Donovan                  |                                                                     |
| 2016      | Grantchester                                   | Vivian Whitaker                   | TV series (2° temporada, 3° episódio)                               |
| 2016      | Call the Midwife                               | Rhoda Mullucks                    | Série de TV (5° temporada, 1° episódio) (Series 6, Episode 7, 2017) |
| 2017      | The Halcyon                                    | Peggy Taylor                      | Série de TV (8 episódios)                                           |
| 2017      | Eric, Ernie and Me                             | Dee Braben                        | telefilme                                                           |
| 2017–2019 | Ackley Bridge                                  | Emma Keane                        | Série de TV                                                         |
| 2019      | Brexit: The Uncivil War                        | Mary Wakefield                    | telefilme                                                           |
| 2019      | Moving On                                      | Ali Reda                          | Série de TV (10° temporada, 5° episódio)                            |
| 2020      | Pavement                                       | Katie                             | curta-metragem                                                      |
| 2020      | Our Girl                                       | Emma                              | 1 episódio                                                          |